# AS Rome – Juventus Turin en football
Les rencontres entre l'AS Rome et la Juventus Turin se réfèrent à l'antagonisme entre deux des principaux clubs du championnat italien. 